# Stoper (żeglarstwo)
Stoper – na jednostce pływającej urządzenie służące do unieruchamiania olinowania ruchomego poprzez system elementów klinujących. Stopery stosuje się tam, gdzie występujące obciążenie olinowania jest znaczne i standardowa knaga nie jest wystarczająco skuteczna. 
Istnieje duża różnorodność konstrukcji stoperów w zależności od ich wytrzymałości i średnicy obsługiwanej liny. W ogólności dostępne na rynku stopery można podzielić na dwie kategorie:
- stopery przelotowe – wyposażone w otwór, przez który należy przeciągnąć linę. To popularne rozwiązanie stosowane w żegludze morskiej do obsługi m.in. szotów. Stopery przelotowe wyposażone są w dźwignię, której zamknięcie powoduje klinowanie liny w jednym kierunku i jej swobodny ruch w przeciwnym. Otwarcie dźwigni pozwala na przesuwanie liny w obu kierunkach.
- stopery otwarte – umożliwiają włożenie liny pomiędzy ruchome szczęki w jej dowolnym miejscu. Mogą być wyposażone w dodatkową dźwignię do poruszania szczękami.